# Qemal Mustafaraj
Qemal Mustafaraj (* 1. Juli 1995 in Fier) ist ein albanischer Fußballspieler.

## Karriere
Mustafaraj begann seine Karriere 2013 beim albanischen Klub KS Bylis Ballsh, für den er bis 2016 spielte. Während dieser Zeit absolvierte er 26 Ligaspiele und erzielte dabei 6 Tore. 2017 wechselte er zu KF Apolonia Fier in die albanische Erste Liga, wo er in 6 Spielen ein Tor erzielte. Bereits im Sommer 2017 verließ er den Verein wieder.
Seit dem 20. November 2019 ist Mustafaraj vereinslos.